# Frankenau (Reichstädt)
Frankenau ist ein Ortsteil von Reichstädt im Landkreis Greiz in Thüringen. Der Ort verschmolz mit Thal.

## Lage
Frankenau befindet sich nordwestlich von Reichstädt im Vorland des Ackerbaugebietes um Dobitschen. Die Siedlung Thal befindet sich 300 m östlich von Frankenau, mit dem es zusammengewachsen ist.

## Geschichte

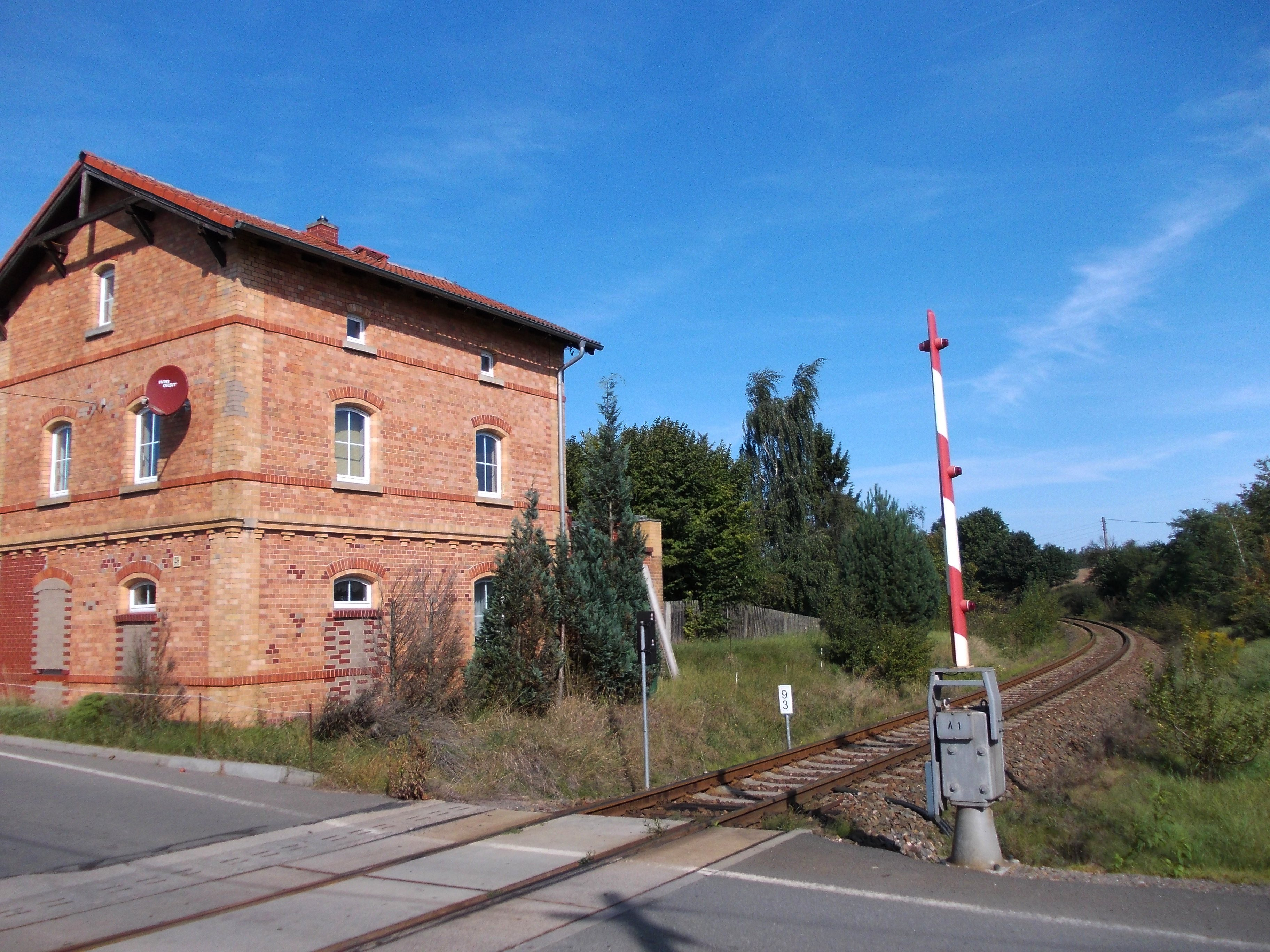
Ehemalige Haltestelle Reichstädt, vormals Frankenau, Empfangsgebäude

Am 8. Juni 1322 wurde der Ortsteil erstmals urkundlich genannt. In der Zeit der Romanik wurde auch eine Kirche gebaut, die später mehrfach umgebaut wurde. Frankenau gehörte zum wettinischen Amt Altenburg, welches ab dem 16. Jahrhundert aufgrund mehrerer Teilungen im Lauf seines Bestehens unter der Hoheit folgender Ernestinischer Herzogtümer stand: Herzogtum Sachsen (1554 bis 1572), Herzogtum Sachsen-Weimar (1572 bis 1603), Herzogtum Sachsen-Altenburg (1603 bis 1672), Herzogtum Sachsen-Gotha-Altenburg (1672 bis 1826). Bei der Neuordnung der Ernestinischen Herzogtümer im Jahr 1826 kam der Ort wiederum zum Herzogtum Sachsen-Altenburg. Nach der Verwaltungsreform im Herzogtum gehörte Frankenau bezüglich der Verwaltung zum Ostkreis (bis 1900) bzw. zum Landratsamt Ronneburg (ab 1900). Das Dorf gehörte ab 1918 zum Freistaat Sachsen-Altenburg, der 1920 im Land Thüringen aufging. 1922 kam Frankenau zum Landkreis Gera.
Am 1. Juli 1950 wurde Frankenau mit Thal nach Reichstädt eingemeindet. Bei der zweiten Kreisreform in der DDR wurden im Juli 1952 die bestehenden Länder aufgelöst und die Landkreise neu zugeschnitten. Somit kam Frankenau als Ortsteil der Gemeinde Reichstädt zunächst mit dem Kreis Schmölln an den Bezirk Leipzig. Im Dezember 1952 erfolgte die Umgliederung der Gemeinde Reichstädt und ihrer Ortsteile zum Kreis Gera-Land im Bezirk Gera; jener gehörte seit 1990 als Landkreis Gera zu Thüringen und ging bei der thüringischen Kreisreform 1994 im Landkreis Greiz auf. 96 Einwohner leben im Ortsteil.

## Verkehr
Frankenau liegt an der Bahnstrecke Meuselwitz–Ronneburg. Zwischen 1887 und 1972 wurde die Haltestelle Reichstädt (bis 1953 Haltestelle Frankenau) im Personenverkehr bedient. Durch Frankenau verläuft die Kreisstraße 112.